# Florian Klein
Florian Klein (* 17. listopadu 1986) je bývalý rakouský profesionální fotbalista, který hrál na pozici obránce.

## Klubová kariéra
Klein zahájil svou kariéru v září 1994 v mládežnickém týmu LASK a v červenci 2004 byl povýšen do seniorského týmu. V sezóně 2003/04 působil na hostování v FC Blau-Weiß Linz a po skončení sezóny se vrátil do LASKU. Po 163 zápasech za klub v průběhu 14 let, ve kterých vstřelil 13 gólů, podepsal 30. dubna 2009 dvouletou smlouvu s Austrií Vídeň. V roce 2012 přestoupil do Red Bull Salzburg.
Po skončení svého kontraktu se Salzburgem přestoupil Klein 1. července 2014 zadarmo do VfB Stuttgart. Dne 6. května 2014 podepsal s tímto klubem smlouvu do června 2017.
Dne 23. srpna 2017 se vrátil do Austrie Vídeň.

## Reprezentační kariéra
Klein hrál za Rakousko U19 a Rakousko U21. Dne 19. května 2010 debutoval Klein za Rakousko proti Chorvatsku.
Hrál za národní tým na Mistrovství Evropy ve fotbale 2016.

## Statistiky

### Klubové
Platí k zápasu hranému 1. července 2019.
| Klub              | Sezóna            | Liga                | Liga   | Liga | Národní pohár | Národní pohár | Kontinentální | Kontinentální | Ostatní | Ostatní | Celkově | Celkově |
| Klub              | Sezóna            | Soutěž              | Zápasy | Góly | Zápasy        | Góly          | Zápasy        | Góly          | Zápasy  | Góly    | Zápasy  | Góly    |
| ----------------- | ----------------- | ------------------- | ------ | ---- | ------------- | ------------- | ------------- | ------------- | ------- | ------- | ------- | ------- |
| LASK              | 2004/05           | 2. Liga             | 29     | 0    | 2             | 0             | —             | —             | –       | –       | 31      | 0       |
| LASK              | 2005/06           | 2. Liga             | 35     | 1    | 1             | 0             | —             | —             | –       | –       | 36      | 1       |
| LASK              | 2006/07           | 2. Liga             | 32     | 5    | 3             | 0             | —             | —             | –       | –       | 35      | 5       |
| LASK              | 2007/08           | Rakouská Bundesliga | 34     | 1    | —             | —             | –             | –             | —       | —       | 34      | 1       |
| LASK              | 2008/09           | Rakouská Bundesliga | 33     | 5    | 2             | 0             | –             | –             | —       | —       | 35      | 5       |
| LASK              | Celkově           | Celkově             | 163    | 12   | 8             | 0             | 0             | 0             | 0       | 0       | 171     | 12      |
| Austria Vídeň     | 2009/10           | Rakouská Bundesliga | 35     | 4    | 3             | 0             | 10            | 0             | –       | –       | 48      | 4       |
| Austria Vídeň     | 2010/11           | Rakouská Bundesliga | 36     | 2    | 4             | 0             | 6             | 1             | –       | –       | 46      | 3       |
| Austria Vídeň     | 2011/12           | Rakouská Bundesliga | 34     | 0    | 2             | 0             | 12            | 0             | –       | –       | 48      | 0       |
| Austria Vídeň     | Celkově           | Celkově             | 105    | 6    | 9             | 0             | 28            | 1             | 0       | 0       | 142     | 7       |
| Red Bull Salzburg | 2012/13           | Rakouská Bundesliga | 20     | 0    | 3             | 0             | 2             | 0             | –       | –       | 25      | 0       |
| Red Bull Salzburg | 2013/14           | Rakouská Bundesliga | 23     | 1    | 5             | 2             | 8             | 0             | –       | –       | 36      | 3       |
| Red Bull Salzburg | Celkově           | Celkově             | 43     | 1    | 8             | 2             | 10            | 0             | 0       | 0       | 61      | 3       |
| VfB Stuttgart     | 2014/15           | Bundesliga          | 34     | 3    | 1             | 0             | —             | —             | –       | –       | 35      | 3       |
| VfB Stuttgart     | 2015/16           | Bundesliga          | 22     | 0    | 2             | 0             | —             | —             | –       | –       | 24      | 0       |
| VfB Stuttgart     | 2016/17           | 2. Bundesliga       | 19     | 1    | 2             | 0             | —             | —             | –       | –       | 21      | 1       |
| VfB Stuttgart     | Celkově           | Celkově             | 75     | 4    | 5             | 0             | 0             | 0             | 0       | 0       | 80      | 4       |
| Austria Vídeň     | 2017/18           | Rakouská Bundesliga | 21     | 3    | 1             | 0             | 3             | 0             | –       | –       | 25      | 3       |
| Austria Vídeň     | 2018/19           | Rakouská Bundesliga | 22     | 2    | 4             | 0             | 0             | 0             | 10      | 0       | 36      | 2       |
| Austria Vídeň     | 2019/20           | Rakouská Bundesliga | 0      | 0    | 0             | 0             | 0             | 0             | 0       | 0       | 0       | 0       |
| Austria Vídeň     | Celkově           | Celkově             | 43     | 5    | 5             | 0             | 3             | 0             | 10      | 0       | 61      | 5       |
| Celkově v kariéře | Celkově v kariéře | Celkově v kariéře   | 429    | 28   | 35            | 2             | 41            | 1             | 10      | 0       | 505     | 31      |

## Úspěchy
Red Bull Salzburg
- Rakouská Bundesliga: 2013/14
- ÖFB-Cup: 2013/14